# Fenarimol
Fenarimol ist ein Pflanzenschutzmittel-Wirkstoff   aus der Gruppe der Pyrimidine (genauer Pyrimidincarbinole). Es wird als Fungizid (z. B. gegen Rostpilze, Sternrußtau und Echte Mehltaupilze) bei Zierpflanzen und Rasen, aber auch bei Paprika, Tomaten und Gurken eingesetzt und unter dem Handelsnamen Rubigan vertrieben. Die Wirkung beruht auf der Hemmung von Enzymen wie z. B. C14-Demethylase.

## Geschichte
Fenarimol wurde 1975 von Eli Lilly auf den Markt gebracht.

## Stereochemie und Isomerie
Fenarimol enthält ein Stereozentrum, es ist chiral. Es wird als Racemat [1:1-Gemisch der (S)- und (R)-Enantiomeren] eingesetzt.

## Gewinnung und Darstellung
Fenarimol kann ausgehend von Methylpyrimidin-5-carbonsäure, welche mit 2-Chlorphenylmagnesiumbromid und im nächsten Schritt mit p-Chlorphenylmagnesiumbromid reagiert, gewonnen werden.

## Sicherheitshinweise
Für Fenarimol wurde nachgewiesen, das es Östrogen-Rezeptoren aktivieren und so zu einem verstärkten Wachstum von MCF7-Brustkrebs-Zellen führen kann. Es wirkt giftig auf Fische und darf deshalb nicht in Gewässer gelangen.

## Zulassung
Fenarimol war in der EU nur bis Ende 2009 befristet zugelassen.
In den Staaten der EU und in der Schweiz sind keine Pflanzenschutzmittel mit diesem Wirkstoff zugelassen.